# LP 944-020
LP 944-020은 화로자리에 있는 갈색 왜성으로, 지구에서 16.194광년 떨어져 있다. 이 별은 태양에서 47번째로 가까운 항성계이기도 하다. 이 별은 1975년 윌리엠 야콥 루이텐이 처음으로 발견했다.